# Niżnieje Gribcowo
Niżnieje Gribcowo (ros. Нижнее Грибцово) – wieś w Rosji, w rejonie wielikoustidzkim obwodu wołogodzkiego. W 2021 r. była niezamieszkana.